# Vesterbølle Kirke
Vesterbølle Kirke ligger nord for Gedsted, i Vesterbølle Sogn, i det tidligere Rinds Herred Viborg Amt, nu i Vesthimmerlands Kommune. Kor og skib er opført i romansk tid af granitkvadre over skråkantsokkel. Begge de rundbuede døre er bevaret med halvsøjler, norddøren tilmuret, syddøren i brug. I korets nordmur ses et tilmuret romansk vindue. Tårnet er opført i sengotisk tid, formodentlig i begyndelsen af 1500-tallet, nordgavlens bindingsværk er bevaret, sydgavlen er ommuret i nyere tid. I slutningen af 1500-tallet blev koret forlænget mod øst og apsidsen opført. Våbenhuset er opført i midten af 1800-tallet. Den jernbeslåede dør mellem våbenhus og skib er fra slutningen af 1500-tallet. I våbenhuset ses en gravsten med minuskelskrift, efter stedlig tradition skulle den være sat over kirkens sidste katolske præst, Avo Jacobi. I våbenhuset ses desuden en gravsten over sognepræst Povel P. Winding (død 1798) og hustruerne Karen Bork og Else Marie Munk. På Ålborg historiske museum opbevares en romansk tympanon med to løver omkring en søjle, denne tympanon er fundet på Lerkenfeld i 1982 og menes at stamme fra Vester Bølle kirke.
Kor og skib fik indbygget stjernehvælv i slutningen af 1500-tallet. Alterbordets foldeværkspanel er fra slutningen af 1500-tallet, altertavlen i højrenæssance med oprindelige malerier er fra 1591, stafferingen er fra 1703, på fodstykket ses årstallet 1703 og adelsvåben. Prædikestolen i senrenæssance er fra 1632, felternes evangelistmalerier er fra 1703. Stoleværket er fra omkring 1600, de øverste gavle bærer våben for Valdemar Parsberg til Jernit og hustru Ide Lykke. Mod nord ses et pulpitur med herskabsstol opsat i 1760 af W.C. von Lüttichau, på herskabsstolen ses våben for Lüttichau og hustru. I tårnrummet står to kister med general W.C. von Lüttichau (død 1765) og hans hustru Lucie Magdalena Ochsen (død 1775).
På skibets nordvæg bag pulpituret og på tårnrummets nordvæg har man afdækket kalkmalerier. Den romanske døbefont af granit har løver og ansigter på kummen

## Eksterne kilder og henvisninger
- Wikimedia Commons har flere filer relateret til Vesterbølle Kirke
- Vesterbølle Kirke Arkiveret 31. januar 2011 hos  Wayback Machine hos Nordens Kirker
- Vesterbølle Kirke hos KortTilKirken.dk